# Eburella pumicosa
Eburella pumicosa é uma espécie de coleóptero da tribo Eburiini (Cerambycinae), com distribuição na Bolívia e Brasil.

## Sistemática
- Ordem Coleoptera
  - Subordem Polyphaga
    - Infraordem Cucujiformia
      - Superfamília Chrysomeloidea
        - Família Cerambycidae
          - Subfamília Cerambycinae
            - Tribo Eburiini
              - Gênero Eburella
                - E. pumicosa (Martins & Monné, 1973)